# Dušan Lepša
Dušan Lepša, slovenski hokejist, * 11. marec 1961, Ljubljana.
Lepša je bil dolgoletni član kluba Olimpija Hertz, igral je tudi za HK Partizan Beograd, kjer je v sezoni 1985/86 osvojil naslov jugoslovanskega prvaka pod vodstvom trenerja Pavleta Kavčič,  in KHL Medveščak.